# Анновка (Братский район)
А́нновка (укр. Ганнівка) — село в Братском районе Николаевской области Украины.
Основано в 1820 году. Население по переписи 2001 года составляло 479 человек. Почтовый индекс — 55430. Телефонный код — 5131. Занимает площадь 1,308 км².

## Местный совет
55430, Николаевская обл., Братский р-н, с. Анновка, ул. Советская, 22